# Capitalisme

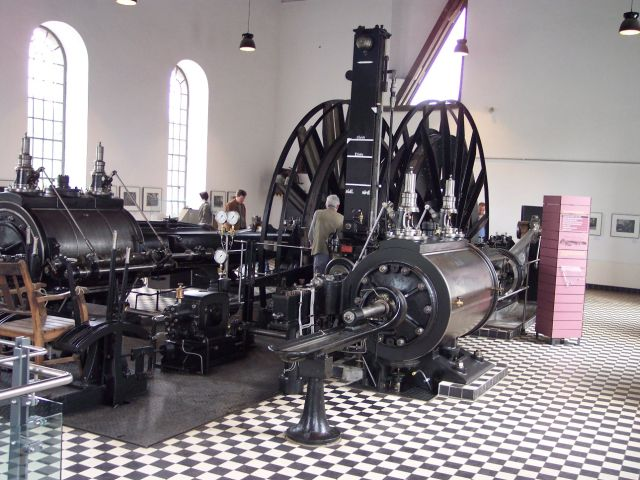
La machine à vapeur, exemple-type de la nécessaire concentration des capitaux.

Le capitalisme est un système économique et une idéologie politique caractérisé par la propriété privée des moyens de production, la séparation du capital et du travail, et la régulation marchande. Par extension, le terme peut également désigner l'organisation sociale induite par ce système ou un système fondé sur l'accumulation du capital productif et la recherche du profit. Les acteurs du système capitaliste sont les individus, des entreprises, des associations, des fondations voire l'État (capitalisme d'État) quand il assume un rôle économique.
Les économistes, les sociologues et les historiens ont adopté des perspectives différentes dans leurs analyses du capitalisme et en ont reconnu diverses formes dans la pratique dont le capitalisme de laissez-faire, l'économie sociale de marché ou le capitalisme d'État. Les différentes formes de capitalisme présentent des degrés variables de marché, de propriété privée, d'obstacles à la libre concurrence et d'implication de l'État à travers les politiques sociales et sont du ressort des politiques et de la loi. La plupart des économies capitalistes existantes sont des économies mixtes, qui combinent des éléments de libre marché avec l'intervention de l'État et, dans certains cas, une certaine forme de planification économique.
Le système capitaliste a connu une diffusion croissante depuis la révolution industrielle et est actuellement le système économique de la plupart des pays de la planète. Succédant au féodalisme, il s'est développé historiquement à partir de l'Italie à la fin du Moyen Âge avant de se diffuser en Europe, en Amérique du Nord, puis dans le reste du monde notamment à partir du XIXe siècle. Source de développement économique et de croissance, mais aussi d'inégalités, il a permis l'industrialisation précoce de l'Angleterre et ensuite d'autres pays européens et de l'Amérique du Nord.
Plusieurs types de critiques ont été faites contre le capitalisme sur le plan de la morale, de la validité des théories économiques, sur le rôle de l'État, le pouvoir des propriétaires du capital, le partage de la valeur ajoutée et du profit, l'organisation du travail ou encore dans le domaine des relations internationales. En outre, l'implication du capitalisme dans de grandes questions sociétales, comme l'impérialisme ou la crise écologique, font l'objet de controverses. Pour cette raison, le mot capitalisme est généralement employé à ses origines avec une connotation critique ou une volonté de s'opposer à ce système, notamment par les tenants du marxisme, du communisme et de l'anarchisme, tandis que les économistes libéraux préfèrent utiliser l'expression « économie de marché ».

## Définition et étymologie

### Définition
Sa définition diffère dans le temps, dans l'espace, et en fonction des sensibilités politiques des personnes qui l'emploient,.
Le capitalisme repose sur deux éléments clés : la propriété privée et la liberté d'entreprendre comme source de revenu (dénommé « profit »). Compte tenu du fait que de nombreux systèmes politiques, philosophiques ou religieux, dont le marxisme, s'opposent à l'idée de « profit » soit en totalité, soit lorsqu'il est jugé excessif avec des conséquences critiquables, la compréhension du terme ne peut être dissociée de son contexte d'emploi qui renvoie à des réalités sous-jacentes qui peuvent différer : contextes sociaux et politiques, cadres idéologiques, théories de référence qui pondèrent, combinent et articulent de façon spécifique des concepts ou des mécanismes importants tels que : la recherche du profit ; l'accumulation du capital ; la dissociation de la propriété du capital et du travail ; le salariat ; la régulation par le marché; le fétichisme de la marchandise et de la monnaie.
Le Larousse.fr propose plusieurs définitions du capitalisme:
- Le capitalisme peut désigner une société où domine la propriété privée des moyens de production et des entreprises et au sein de laquelle les salariés ne sont pas les propriétaires des entreprises ;
- Le capitalisme peut aussi renvoyer à un type de production économique fondée sur l'entreprise privée et sur les différentes formes de libertés économiques ;
- Le capitalisme peut également caractériser un modèle économique où la finance et les grandes entreprises dominent ;
- Selon la théorie marxiste, le capitalisme désigne une société reposant sur la domination des travailleurs par les capitalistes c'est-à-dire par les propriétaires du capital et qui aboutit à l'exploitation de la plus-value par ces derniers au détriment des ouvriers.

Le New Palgrave Dictionary of Economics définit le capitalisme comme un système dans lequel les moyens de production sont détenus par des particuliers.
Dans son sens moderne, l'étymologie du terme « capitalisme » renvoie à plusieurs définitions :
- le capital peut désigner essentiellement a) le capital productif (entreprises, machines, brevets…), b) le capital financier (les liquidités d'une entreprises ou ses placements), c) le capital immobilier (domicile privé, locaux d'une entreprise), d) le capital humain (compétences, santé, diplômes, niveau culturel) ;
- le capitaliste comme agent opérationnel ou comme vecteur social[6] ;
- le capitalisme est la façon dont est conduit, pour des fins peu altruistes d'ordinaire, ce jeu constant d'insertion[7].

### Histoire du terme
Le mot capital apparaît au XIIe siècle et désigne alors une quantité d'argent à faire fructifier,,, il provient du mot latin « caput », qui signifie « la tête », à l'origine la tête de bétail (le cheptel),. Au milieu du XVIIe siècle le mot capitaliste est utilisé par le Hollandische Mercurius pour désigner « une personne possédant du capital » puis en 1788, par le français Étienne Clavier qui s'interroge : « L'Angleterre a-t-elle l'heureux privilège de n'avoir ni agioteurs, ni banquiers, ni faiseurs de services, ni capitalistes ? » ; ou encore en 1794, sous la plume d'Arthur Young dans son livre Travels in France (1792),.
Adam Smith et Anne Robert Turgot parlaient surtout des capitalistes et des systèmes socio-économiques du XVIIIe siècle construits autour d'eux. Engels et Marx ont surtout utilisé les termes de « mode de production capitaliste » ou d'« économie bourgeoise ».
Né à l'origine au XIXe siècle comme un concept visant à désigner un système économique que ses adversaires voulaient détruire, le terme capitalisme prend très vite une connotation négative, tandis que ses défenseurs préfèrent alors parler d'« économie de marché ». Son usage moderne est attribué à Louis Blanc en 1850 et à Pierre-Joseph Proudhon en 1861 dans sa correspondance privée,. Il acquiert une dimension plus respectable au XXe siècle où il fait l'objet d'études académiques.
L'usage des termes « capitaliste » et « capitalisme » fut employé par de nombreux auteurs au cours du XIXe siècle :
- Plusieurs fois par l'économiste David Ricardo, dans son livre Principles of Political Economy and Taxation (1817)[20].
- Selon l'Enrichissement de la langue française ; dictionnaire des mots nouveaux de Jean-Baptiste Richard de Radonvilliers publié en 1842[21], « Capitalisme » signifie « système de capitalisation »[note 1].
- Werner Sombart, historien et sociologue allemand en fait usage dans sa description du système de production.
- Max Weber, associé à Sombart, mais en désaccord avec lui[22], utilise également le terme dans son livre L'Éthique protestante et l'esprit du capitalisme en 1904[23].

## Histoire
Les premières pratiques capitalistes se trouvent à la fin du Moyen Âge, dans des établissements de commerce en Italie et aux Pays-Bas, à Venise qui établit sa supériorité matérielle sur l'Europe, dans un système bancaire à Florence ou dans des activités financières à Bruges.

### La Renaissance et la Réforme
Alors que la théorie économique n'existe pas, à partir du XVIe siècle va émerger un corps de doctrine qui va se formaliser progressivement dans les différents pays où le mouvement émerge : Espagne et Portugal (avec le bullionisme), France (avec le colbertisme), Hollande et Angleterre (avec le commercialisme).
Cette pensée est précapitaliste : elle se soucie davantage de la puissance de l'État que du développement de la richesse privée. Souvent la création de monopoles (les concentrations) mis en place par les États ont constitué une plate-forme de compromis entre l'enrichissement des marchands et la mainmise de la puissance publique. Ce fut par exemple le cas des différentes compagnies commerciales telles que la Compagnie des Indes.
Max Weber, dans l'Éthique protestante et l'esprit du capitalisme en 1905, considère que l'émergence du capitalisme moderne date de la Réforme. Sur la base d'un constat sociologique, il lie l'esprit du capitalisme moderne à la moralité protestante et le voit donc comme le résultat d'une évolution lente issue de la Réforme, et plus généralement de l'évolution religieuse se faisant dans le sens d'un « désenchantement du monde ».
Cette nouvelle éthique se diffuse grâce à l'émergence de nouvelles valeurs : l'épargne, la discipline, la conscience professionnelle. Cette dernière permet par exemple l'apparition d'une élite ouvrière qui, au-delà du salaire, se soucie de la qualité de son œuvre. Le travail serait une fin en soi. En parallèle émerge un personnage emblématique, l'entrepreneur, qui recherche une réussite professionnelle profitable à la société dans son ensemble.

#### Esprit d'innovation

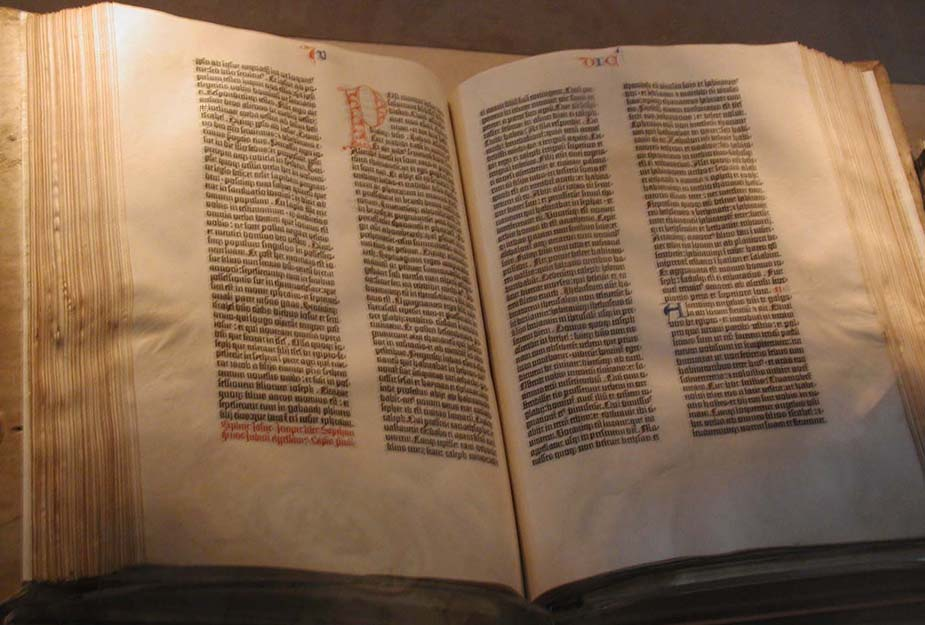
La Bible de Gutenberg, l'une des premières productions standardisées de grande série.

D'après Lewis Mumford, le système technique de la Renaissance annonce le futur économique du monde occidental.
Le XVe siècle vit par exemple la mise au point de l'imprimerie à caractères mobiles (la « typographie ») par Gutenberg. Soucieux de préserver autant qu'il se peut les secrets de ses recherches, contraint à des emprunts monétaires importants, il est en quelque sorte l'archétype de l'entrepreneur. Son objectif est de répondre à une demande insatisfaite : la demande de culture des esprits de moins en moins analphabètes de la Renaissance. Au besoin de publications à grande échelle de livres majeurs va rapidement suivre la demande d'une production plus diversifiée. La diffusion de Bibles à usage personnel contribue à l'essor de la Réforme, tandis que celle-ci accroît en retour la demande. En partie permise par les progrès de la métallurgie, la typographie lui fournit en retour des débouchés. Intérêt pour la mécanique, prémices de « standardisation », productions de grandes séries, souci de la « productivité » et esprit d'innovation. S'il faudra bien attendre des avancées similaires dans l'industrie textile pour connaître le décollage industriel, l'imprimerie montre bien que les mécanismes économiques du capitalisme sont plus anciens.
Le nouveau système technique qui se met en place à la Renaissance montre certaines caractéristiques du capitalisme moderne comme l'amélioration de la productivité, l'économie de main d'œuvre, l'augmentation de la production en volume et sa diversification ou encore l'investissement. Il s'appuie sur quelques innovations de rupture comme le haut fourneau, l'imprimerie ou le système bielle-manivelle, la montée en puissance des grands secteurs industriels (métallurgie, exploitation minière) et l'utilisation courante d'une source d'énergie (hydraulique). Ce système persistera jusqu'au milieu du XVIIIe siècle.

#### Évolutions juridiques et monétaires

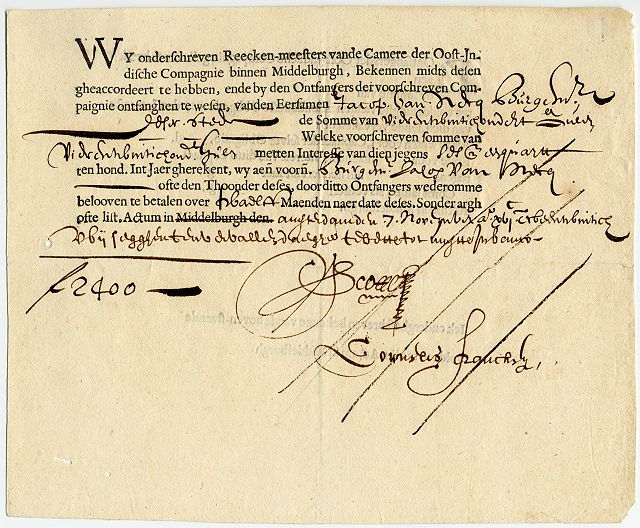
Une « obligation » de la Compagnie hollandaise des Indes orientales, émise en 1623.

Au XVIIe siècle, la Hollande acquiert d'importants comptoirs en Inde et développe le commerce des épices, du poivre en particulier ; elle s'établit au Japon et commerce avec la Chine. Elle devient le nouveau centre de l'« économie-monde » selon Braudel. En 1602, elle fonde la première Compagnie des Indes orientales : c'est la première grande « société par actions ». Sa durée est permanente (alors que les sociétés précédentes ont une durée de vie calée sur une expédition particulière) et la responsabilité des associés est limitée aux apports (alors qu'auparavant le patrimoine des associés peut être mis en cause intégralement). Ses dividendes s'élevaient parfois à 15 %, voire 25 %. De 3 100 florins, les actions montèrent à 17 000 florins à la fin du siècle. Elles étaient soumises à d'incessantes spéculations, alimentées par les rumeurs les plus infondées, voire des campagnes de désinformation organisées. La Compagnie émet aussi des obligations.
En parallèle, l'afflux d'or depuis les colonies d'Amérique provoque à partir du XVIe siècle une stimulation des échanges, un perfectionnement des méthodes de paiement et des techniques monétaires. Les monnaies fiduciaires connaissent une importante expansion, les premiers billets apparaissent. Dans le reste du monde, les échanges restent limités par l'usage de « monnaies métalliques dans l'enfance ».
Dans L'Ethique protestante et l'esprit du capitalisme, le sociologue Allemand Max Weber considère que l'émergence du capitalisme aux États-Unis est dû aux calvinistes au XVIIe siècle.

### Émergence du capitalisme moderne
L'émergence du capitalisme est plus souvent associée aux prémices de la révolution industrielle, et en particulier à l'Angleterre du XVIIIe siècle.

#### Émergence du machinisme

La « spinning-jenny ».

Les innovations des débuts de la révolution industrielle restent accessibles aux artisans et ne requièrent pas encore la concentration du capitalisme industriel. Ainsi dans l'activité textile :
- en 1725, Basile Bouchon utilise un ruban perforé pour programmer un métier à tisser ;
- en 1765, James Hargreaves invente la spinning-jenny qui décuple la productivité du fileur ; 20 000 exemplaires sont vendues avant 1790 ;
- en 1801, Joseph-Marie Jacquard met au point à Lyon le métier à tisser qui porte son nom, inspiré des idées de Jacques de Vaucanson et de Basile Bouchon. Le dispositif qu'il améliore comporte une bande perforée qui permet de faire jouer plus facilement les fils de chaîne et par là autorise la conduite du métier par une seule personne.

On assiste pourtant à de premières grandes concentrations sporadiques, sans lien avec le machinisme mais liées à des productions particulières, comme l'impression sur toile. Cette dernière nécessite des terrains étendus afin de blanchir les toiles, des pièces immenses où les sécher. Elle requiert un outillage diversifié et complexe, et entraîne des stocks importants de toiles et de colorants. Enfin, elle nécessite le regroupement d'ouvriers spécialistes dans des tâches distinctes. Finalement, de nombreuses formes de productions, pas encore mécanisées, entraînent les premières concentrations de capitaux et de main-d'œuvre.
Les progrès de l'agriculture capitaliste ont été nécessaires pour alimenter une population dont la croissance est exponentielle (elle passe en Grande-Bretagne de 6 à 18 millions entre 1750 et 1850).

#### Innovation juridique
Le capitalisme prendra son véritable essor avec la révolution industrielle.

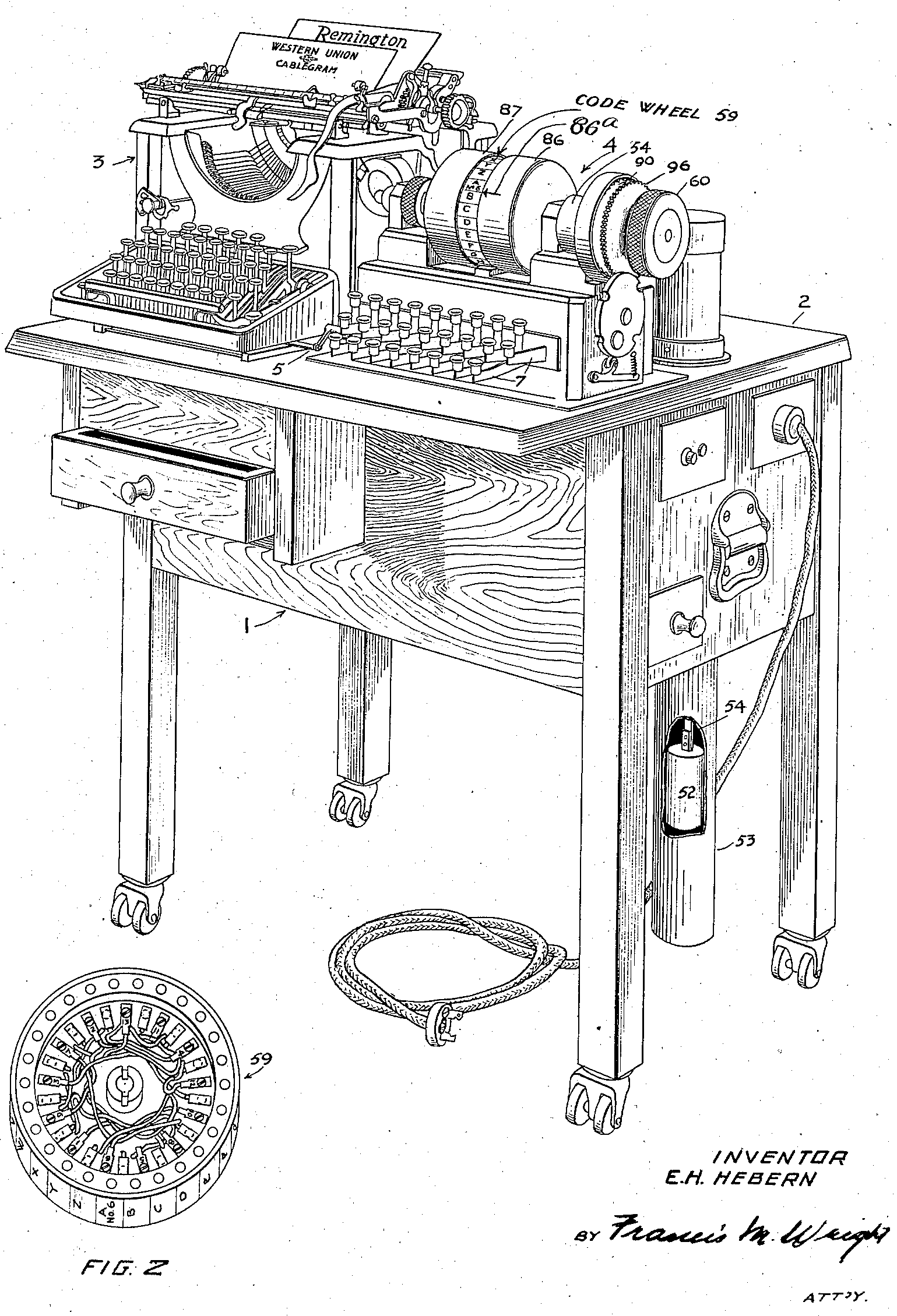
Le brevet de la « Hebern single-rotor machine » (machine de Hebern), brevet no 1510441 daté de 1918.

Aux États-Unis, depuis la colonisation, la propriété privée des terres a été la règle. Toutefois, la législation américaine a pu se montrer très favorable envers les moins riches et a su, grâce à l'immensité du territoire, faire de la propriété privée de la terre une notion fondamentale défendue par les plus humbles (non esclaves). Une loi de 1862 accorde en effet la propriété privée de 160 arpents aux pionniers. Le Homestead Act, en offrant un jardin à cultiver aux Européens démunis, stimule les flux migratoires vers les États-Unis.
En 1795, des juges de Speenhamland, un village de Grande-Bretagne, ont décidé d'accorder des compléments de salaires, voire un revenu minimum aux indigents. Cette décision inspira la Grande-Bretagne tout entière et l'instauration d'un marché du travail, fondé sur l'idée libérale que seul le travail doit être source de revenu, se heurtait à l'idée charitable que quiconque a un « droit de vivre ». Cet obstacle, critiqué par les économistes classiques dont notamment David Ricardo et certaines philosophes utilitaristes fut finalement levé en 1834 avec la disparition des poor laws, lois sur les pauvres[réf. incomplète].
En France, le décret d’Allarde des 2 et 17 mars 1791, affirme le principe qu' « Il sera libre à toute personne de faire tel négoce ou d'exercer telle profession, art ou métier qu'elle trouve bon ». La constitution du marché du travail est encadrée en juin 1791 avec la Loi Le Chapelier qui interdit toutes formes de regroupement des travailleurs telles que les corporations, les associations et les coalitions (en langage d'aujourd'hui : les syndicats et grèves).
Dans le domaine de la propriété intellectuelle, au Royaume-Uni, la première loi sur les brevets d'invention (statute of monopolies) fut votée par le Parlement anglais en 1623. Depuis la Renaissance, de nombreuses cités reconnaissaient des privilèges aux inventeurs. En France, l'Ancien Régime leur assure aussi des droits. C'est Beaumarchais qui fera, durant la Révolution française, voter des « droits d'auteur ». Le Royaume-Uni de la révolution industrielle se garantira l'exclusivité de ses innovations en empêchant la sortie de toute machine jusqu'en 1843.

#### Croissance du niveau de vie et de la démographie
Les historiens s’accordent sur le fait que le niveau de vie sur l’ensemble du globe a peu évolué de l’Antiquité jusqu’au XVIIIe siècle (entre l'an 1 et l'an 1000 l'économie mondiale aurait même décliné), mis à part une embellie en Europe occidentale entre les Xe et XIIIe siècles, annulée par les épidémies et les famines des XIVe et XVe siècles[source insuffisante]. C'est grâce à l'industrialisation que la croissance économique progresse et permet une augmentation du niveau de vie alors inédite dans l'histoire de l'humanité.

#### Période coloniale
Dans une thèse datée de 1984, Empire colonial et capitalisme français, histoire d'un divorce, Jacques Marseille se demande si l'empire colonial français a été un frein ou un moteur pour le développement du capitalisme français. Selon lui, l'importance de l'empire pour le capitalisme français n'a été qu'une apparence statistique. Certains estiment donc que l'empire n'a pas été la source du progrès économique.
Cette théorie s'oppose à celle de Karl Marx sur le rôle du pillage colonial, qui considère que le colonialisme a permis l'enrichissement des États d'Europe de l'Ouest et des États-Unis.
Thomas Piketty estime quant à lui que l'empire colonial a permis de générer de 1500 à 1960 une augmentation du revenu annuel de 5 à 7% additionnel pour la France et de 4 à 8% pour l'Angleterre, ce qui aurait permis un enrichissement non négligeable se répercutant jusqu'à nos jours. Cette domination économique aurait été permise par la domination militaire des pays plus développés :

« Dans le second âge colonial [entre 1800-1850 et 1960], les modes d’appropriation et d’exploitation sont plus subtils et sophistiqués : on détient des actions et des obligations dans de nombreux pays, ce qui permet d’extraire une part de la production de chaque territoire qui est certes plus faible qui ne le permettrait dans un régime esclavagiste, mais qui est néanmoins loin d’être négligeable (par exemple autour de 5 % et de 10 % de la production d’un pays, parfois davantage), et qui surtout peut s’appliquer à un beaucoup plus grand nombre de territoires, voire à la totalité de la planète. […] Une large part des actifs financiers étrangers prenait la forme de créances publiques et privées qui avaient été obtenues par la force, et dans un grand nombre de cas s’apparentaient à de véritables tributs militaires. C’est le cas par exemple des dettes publiques qui furent imposées à la Chine à la suite des guerres de l’opium […]. Le Royaume-Uni et la France jugèrent que l'État chinois était responsable de l’affrontement militaire (n’aurait-il pas dû accepter plus tôt d’importer de l’opium?) […]. C’est cette mécanique des ‘traités inégaux’ qui permit aux puissances coloniales de prendre le contrôle de nombreux pays et actifs étrangers. On commençait par se saisir d’un prétexte plus ou moins convaincant pour monter une opération militaire, suite à quoi on exigeait des privilèges juridictionnels et un tribut financier, qui pour être payé conduisait à la prise de contrôle de l’administration des douanes, puis de l’ensemble du système fiscal, […] et finalement à la mainmise du pays dans son ensemble. […] Voir dans ces flux commerciaux du XIXe siècle le simple effet de la "main invisible" et des "forces de marché" n’est pas très sérieux […]. »

— Thomas Piketty, Capital et Idéologie, "Les sociétés coloniales : diversité et domination", p. 437-443

### Capitalisme auXXesiècle

#### Troisième voie
Il s'agirait de réhabiliter le rôle de l'État, et de définir les moyens de production (terres agricoles, éducation, santé, défense, banque, et autres secteurs clé de l'économie) qui doivent être placés sous contrôle démocratique afin qu'ils répondent aux besoins des populations, et ceux non essentiels qui peuvent être laissés au secteur privé.
Selon Alberto Alesina (dans The future of Europe, Reform or Decline (2006)), entre capitalisme et communisme, l'existence d'une voie intermédiaire serait un leurre. Le capitalisme entraînerait à terme une concentration des richesses au sein d'une part de la population de plus en plus réduite, et une paupérisation du reste de la population. Un contrôle et une redistribution via l'intervention de l'État serait alors nécessaire.

#### Face au système soviétique
Les communistes qui n'ont pas adhéré aux conceptions et aux pratiques qui ont instauré les régimes du « bloc communiste », ont dès la fin du XIXe siècle désigné par capitalisme d'État le cas où l'État est propriétaire de tout le capital.
Devant le développement du bloc communiste, les économistes soutenant le capitalisme ont tenté d'apporter de multiples arguments sur la supériorité du capitalisme face au régime soviétique :
- L'économiste américain W. W. Rostow se chargera de montrer que l'URSS n'était pas encore un pays à consommation de masse avec un niveau de vie convenable pour tous, contrairement aux États-Unis ;
- Friedrich von Hayek affirme à la même période que les inégalités sous le capitalisme ne sont pas une fatalité puisqu'elles permettront du développement économique au plus grand nombre, le véritable ennemi du peuple n'est pas le capitaliste mais l'État centralisateur puisqu'il est celui qui dérègle les prix, instrumentalise la monnaie, et donc déstabilise l'économie et cause les crises ;
- János Kornai caractérise le régime soviétique comme inférieur au régime capitaliste, dès lors que son économie est régulée par des planificateurs, or ces planificateurs ne peuvent pas et ne sont pas incités à maximiser l'utilité de la population mais à répondre aux attentes des dirigeants ; et puisque les prix ne sont pas régulés sur le marché, il devient difficile de savoir s'il y a pénurie ou surproduction sur un marché, là où le capitalisme permet d'aisément coordonner les actions grâce à la main invisible.

Depuis la chute du mur de Berlin en 1989, les États communistes ayant pratiqué cette économie, fonctionnent sous un régime de libéralisme économique avec une privatisation pratiquement totale, en général avec une appropriation par les anciennes élites.

### Capitalisme et mondialisation auXXIesiècle

#### Économie mondialisée
Au XXIe siècle, le capitalisme se développe encore plus avec la mondialisation qui permet un échange facile des capitaux et des marchandises.
Le dernier quart du XXe siècle est marqué par le développement (ou la « libéralisation ») dans certains pays comme la France des marchés financiers et par un fort ralentissement de l’élévation des niveaux de vie dans les pays industriels (à la suite de la baisse de la croissance depuis 1973), mais une accélération de leur croissance surtout en Asie de l'Est (Chine). Les petits actionnaires retrouvent « le chemin de la bourse », l'actionnariat salarié se développe tout en restant très minoritaire, ainsi que les fonds de pension dans les pays anglo-saxons (ou de façon marginale pour la fonction publique française avec PREFON).

#### Capitalisme et enjeu écologique
La production intensive, la recherche de profit, les transactions très importantes dans le monde et la société de consommation sans limite confrontent le capitalisme aux enjeux environnementaux. En effet, la forte production épuise les ressources naturelles rapidement et met en péril des acteurs extérieurs au marché dus aux externalités. Nombres d'économistes, notamment de l'école néoclassique, ont cependant foi en la capacité du capitalisme à inciter à l'innovation, ce qui permettrait selon eux de faire face aux défis écologiques.

## Différentes formes de capitalisme
L'histoire des différentes nations depuis le XIXe siècle a mené l'économie de marché à prendre des formes différentes d'un pays à l'autre .
Selon Michel Albert (dans son ouvrage Capitalisme contre capitalisme, de 1991), « le capitalisme triomphant, après la disparition à l'Est des régimes collectivistes, redevient dangereux et notre avenir se joue désormais entre cette victoire et ce danger, entre les deux modèles résiduels ».

### Capitalisme britannique
La croissance du capitalisme britannique au XIXe siècle a été fortement marquée par un libre-échangisme mêlé à la tradition du mercantilisme commercial. Cette évolution a mené à la constitution d'un empire colonial important et à une insertion très précoce du pays dans la division internationale du travail (la part de la population agricole est devenue largement minoritaire au Royaume-Uni dès le XIXe siècle). Important depuis ses colonies les matières premières, le Royaume-Uni est devenu au XIXe siècle l'« atelier du monde ». Héraut du libéralisme à travers un monde encore protectionniste, le Royaume-Uni a toutefois connu une parenthèse marquée par l'émergence d'un État-providence important à la suite de la Seconde Guerre mondiale, avant de redevenir à partir des années 1980 un des exemples du capitalisme libéral anglo-saxon.

### Capitalisme américain
Si capitalisme américain et capitalisme britannique sont parfois présentés sous l'étiquette « capitalisme anglo-saxon », leurs histoires respectives sont différentes. Le capitalisme américain a été jusqu'à la fin de la Seconde Guerre mondiale marqué par un protectionnisme important. À la fin du XIXe siècle, le capitalisme américain a connu une concentration importante dans la plupart des branches de l'économie, la constitution des trusts. Ainsi fusionnaient (ou s'alliaient) de leurs côtés les banques, de leurs côtés les compagnies pétrolières, et ainsi de suite. Dans le modèle américain d'aujourd'hui, l'État joue un rôle important dans le soutien de ses entreprises, comme le montrent les interventions protectionnistes récentes et les grosses commandes à certaines industries… ce qui pousse certains économistes à qualifier les États-Unis de pays mercantiliste.

### Capitalisme rhénan
Le capitalisme rhénan se caractérise par la diversité des acteurs qui jouent un rôle économique directs ou indirects. Les entreprises sont en effet co-actrices des décisions économiques avec les syndicats qui sont représentés dans les conseils d'administration des entreprises.
Le capitalisme rhénan, qui se pratique en Allemagne et – avec des variantes au Japon – valorise la réussite collective, le consensus et le souci du long terme. Système également caractérisé par un poids majeur des banques (détentrices de près de la moitié des actions des sociétés cotées, et très influentes sur les autres entreprises), et l'influence importante de syndicats puissants.
Le modèle allemand est plus récent, du fait même de la constitution plus tardive de l'État allemand (1870). Il est depuis cette origine marqué par une forte prise en charge sociale (depuis Bismarck), une forte intervention de l'État dans les activités économiques, et une concentration importante des entreprises, qui deviennent ainsi des konzern. Cette concentration s'est faite dans une logique différente de celle de la concentration américaine. Elle a consisté dans le rapprochement de secteurs d'activité différents et complémentaires, comme une forte implication du secteur bancaire dans l'ensemble des grandes branches de l'économie. Depuis la fin de la Seconde Guerre mondiale, avec l'essor de la social-démocratie, l'Allemagne a aussi réussi à développer un système syndical où la collaboration entre patronat et représentants du personnel aboutit à un faible taux de grèves contrastant avec le taux de syndicalisation élevé.
Dans son ouvrage de 1991, Capitalisme contre capitalisme, Michel Albert a analysé les évolutions des deux grands modèles, le modèle « néo-américain » (ou anglo-saxon) et le modèle « rhénan » (Allemagne, mais aussi pays scandinaves, Autriche, Suisse, et partiellement le Japon).
Selon Michel Albert, les performances économiques américaines depuis l'arrivée au pouvoir de Ronald Reagan en 1981 sont à relativiser. La forte croissance du capitalisme américain est selon lui le fait d'acquis des années antérieures à la libéralisation de l'économie opérée par ce président. Par ailleurs, selon lui, l'économie est menacée par la prépondérance des marchés financiers et de leurs exigences.
Au contraire le modèle rhénan accorde une part moins importante à l'économie de marché via l'intervention de divers organismes. Les salaires sont par exemple fixés par les conventions collectives, l'ancienneté… Les grandes entreprises ne sont pas considérées comme des biens marchands mais comme une communauté « industrialio-financière » où les banques prennent une responsabilité de long terme. L'économie sociale de marché allemande incarne par ailleurs une synthèse entre le capitalisme et le socialisme. Ce système est moins générateur d'inégalités sociales et fondé sur des équilibres économiques solides (on pense à la rigueur monétaire allemande).

### Capitalisme japonais
Au Japon, les origines du capitalisme se trouvent dans l'intervention vigoureuse de l'État. C'est, en effet, l'État qui, centralisant les anciens revenus des grandes familles féodales, va développer l'industrie sous l'ère Meiji (à partir de 1868) avant de la confier à ces dernières. Les principes du capitalisme nippon sont semblables à ceux du capitalisme allemand dans la façon dont sont concentrées les entreprises. L'État joue toujours un rôle important dans l'économie, notamment via l'intervention du ministère de l'Économie, du Commerce et de l'Industrie. Sur le plan social, les grandes firmes entretiennent avec leurs salariés des rapports fondés sur la sécurité de l'emploi et en retour le dévouement à l'entreprise de la part du salarié.

### Capitalisme français

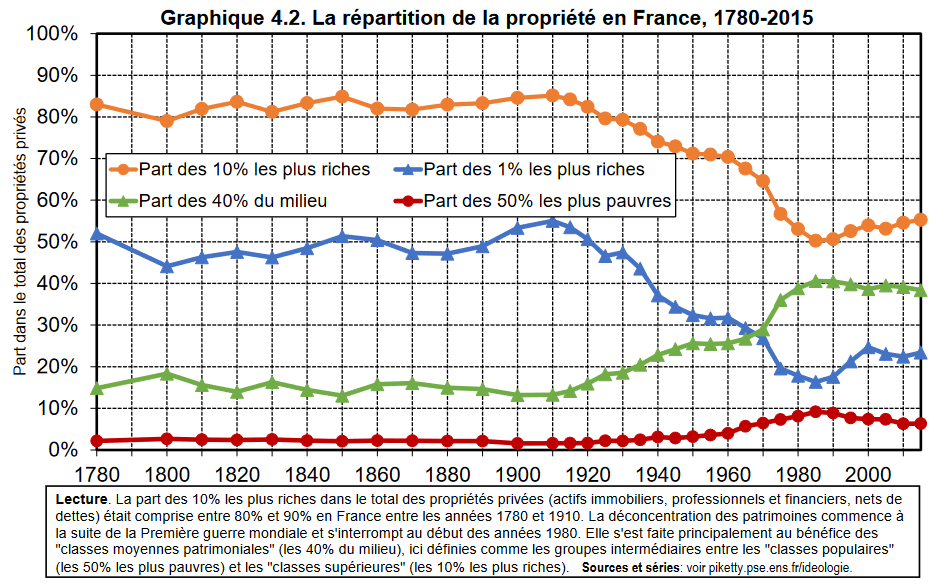
La répartition de la propriété en France, 1780-2015.

Le capitalisme français s'est développé entre de grands événements collectifs : la Révolution ainsi que les guerres napoléoniennes (Napoléon Ier et Napoléon III) et les deux guerres mondiales, ce dont elle a sans doute plus souffert que d'autres grands pays industriels comme les États-Unis et l'Angleterre du fait que ses territoires du Nord et de l'Est, très importants au plan des mines et de l'industrie ont été le théâtre des combats. La France a ainsi été occupée entre 1815 et 1818 puis en 1871 avec en outre le paiement d'une énorme indemnité de guerre d'environ 5 milliards de francs-or et l'annexion de l'Alsace et de la Moselle par l'Allemagne entre 1871 et 1919 soit pendant près de 50 ans. La France industrielle et agricole a été une nouvelle fois occupée entre 1940 et 1945 avec un transfert massif de ses moyens de productions et de sa production industrielle (Peugeot par exemple) et agricole en Allemagne, ce qui lui a fait prendre un retard industriel correspondant.
Par ailleurs, la France a connu deux premières vagues de nationalisations : en 1936 avec le Front populaire (chemin de fer notamment) et après la seconde guerre mondiale (le métro parisien en 1948, l'électricité, Renault, des banques, etc.) qui ont autorisé des auteurs à décrire une « économie mixte » qui comprend également des sociétés semi-publiques comme les SEM (logement ou chauffage urbain, par exemple), les concessions de service public et les délégations de service public, formes emblématiques de l'action publique française. Thomas Piketty précise dans son livre datant de 2013, Le Capital au XXIe siècle, que le capital a été nationalisé à hauteur de 30 %, et le capital industriel à hauteur de 50 %, la concentration du patrimoine privé détenu par les 1 % les plus riches passant successivement de 53 % à 52 % à 40 % à 32 % à 17 % à 28 % à 23 % sur l'ensemble du patrimoine au cours des années 1900-1920-1940-1960-1980-2000-2016, la France est donc devenue un pays relativement égalitaire depuis les Trente Glorieuses alors qu'elle était une société extrêmement inégalitaire jusqu'au début du XXe siècle.
Le capitalisme français s'est donc traduit par des mouvements d'industrialisation chaotiques et depuis les années 1980, une désindustrialisation, notamment en comparaison de l'Allemagne : Sur la période 1995-2012, l’emploi manufacturier est passé en Allemagne de 24 % à 19 % contre 17 % à 12 % en France (sur la population active soit 13,9 % en 2014 sur les emplois effectifs) ; en 37 ans (1980-2007), la France a perdu 36 % de ses effectifs manufacturiers, soit de 5,3 millions à 3,4 millions en 2007 ou encore une destruction nette de 1,9 million de salariés ; alors que la valeur ajoutée de l’industrie par rapport au PIB est resté stable sur la période outre-Rhin (21 %), cette part s’inscrit sur une tendance baissière en France (de 15 % à 12 %), après avoir culminé en 1980 à 24 % du PIB.

## Théories du capitalisme
Le capitalisme a été analysé par différents courants théoriques qui insistent pour certains sur le rôle des masses ouvrières, sur l'intervention de l'État, le marché ou sur le compromis entre intervention de l’État et économie de marché.

### Libéralisme
Le libéralisme et le capitalisme sont distincts même si l'un et l'autre sont souvent confondus. Le libéralisme désigne en effet une théorie économique fondée sur le principe de la libre concurrence, le libre-échange, le respect du droit, l'esprit d'entreprise et sur l’État de droit. En revanche, le capitalisme désigne un système économique et social qui peut reposer sur une forte intervention de l’État, la collusion entre les responsables politiques et les grands dirigeants économiques.
L'école néoclassique d'économie voit ainsi dans le capitalisme une coopération générale (la concurrence poussant les acteurs à se positionner au mieux compte tenu des positions des autres) qui inclut les générations passées et futures, et un accroissement de production général qui bénéficierait à tous.
Pour les libéraux, il appartient aux entrepreneurs des biens qui sont utilisés comme moyens de production d'apprécier ce qu'ils font de ce capital. Pour les libéraux classiques, comme Tocqueville, par exemple, ou comme plus tard pour Raymond Aron, le marché est un moyen, en aucune façon une fin.
Dans un régime l'autorisant, les biens qui forment le capital peuvent appartenir à des personnes ou à des entreprises privées. Les rôles de détenteur de capitaux, d’apporteur de travail, d’entrepreneur et de consommateur sont dissociés et chacun cherche à satisfaire ses propres objectifs. Un même individu peut jouer simultanément ou successivement plusieurs de ces rôles, en plus de celui de consommateur.
Pour les libéraux, le régime capitaliste existe dès lors que les individus ont le droit de posséder et de disposer librement des biens de production et des fruits de leur utilisation, et de pouvoir les échanger librement, sans aucune contrainte, avec d'autres agents. Les propriétaires de moyens de production peuvent déterminer librement leurs actions en réalisant les arbitrages qui leur paraissent les plus pertinents entre les différentes finalités qui leur sont ouvertes :
- souci de servir les consommateurs,
- rémunération des collaborateurs et salariés,
- recherche du profit,
- accumulation du capital ou d'un patrimoine.

Dans cette conception, la recherche du profit et l'accumulation de capital ne sont pas – a priori et de façon dogmatique – les seules finalités offertes aux agents, et ne constituent pas pour tous une obligation ou une priorité exclusive et absolue. Si cette nuance mérite d'être prise en compte, force est de reconnaître que le mobile prioritaire, sinon principal, de l'activité économique n'en demeure pas moins la recherche du profit qui est le revenu du capitaliste comme tout un chacun a pour finalité essentiel de son travail, sinon évidemment la seule, de s'assurer un revenu. Lequel est présenté comme légitime et justifié par le fait qu'il est :
- la « juste » rémunération de l'effort et de la prise de risque du capitaliste[46] ;
- le résultat d'un équilibre « optimal » régulé à tout moment par les forces du marché et de la concurrence ;
- la conclusion d'un accord consenti entre le client et le capitaliste, et entre le salarié et le capitaliste.

A noter qu'un marché « libre » est celui où l’État n'impose pas la présence d'un acteur qu'il contrôle (monopole de vente ou d'achat par exemple) et ne signifie pas qu'il n'y a pas de réglementation.
Selon les tenants du libéralisme, le capitalisme serait essentiellement défini par des critères juridiques qui assurent l'existence de la liberté du commerce et de l'industrie, avec ses corollaires immédiats comme l'esprit d'initiative, la liberté d'entreprendre, la propriété privée des moyens de production.
Le libéralisme économique, classique ou néoclassique, ne peut exister que dans un cadre institutionnel qui garantisse certains droits : tout d'abord le respect de l'État de droit, dans son acception de rule of law, comme l'a en particulier souligné Friedrich Hayek. En outre, le respect tout particulier du droit de propriété est l'une des composantes essentielles de ce cadre ; comme le notait Milton Friedman dans ses mémoires, le droit de propriété est « le plus basique des droits humains et un fondement essentiel de tous les autres droits ».
Le capitalisme est ainsi dépendant du système politique et législatif en place. Il nécessite :
- une protection juridique de la propriété privée et des droits de propriété intellectuelle (brevetage…) ;
- des moyens pour faire respecter cette propriété (Justice, Police, Armée) ;
- un système juridique assurant la sécurité des contrats et la sécurité des co-contractants. La liberté contractuelle s'impose par ailleurs comme un troisième fondement majeur, avec l'assurance de la mise en œuvre du contrat par le système judiciaire en cas de manquement.

#### Rôle de l'entrepreneur
Pour les précurseurs de la théorie de l’entreprenariat comme Richard Cantillon (1723), l'entrepreneur achète des produits et services à un prix certain pour le revendre à un prix incertain sur le marché, après défraiement des frais de transport. Ce fut le premier qui a attribué à l'entrepreneur un rôle clé dans le processus économique. Dans son "Essai sur la nature du commerce en général", l'auteur a reconnu le rôle de l'entrepreneur comme étant un agent économique.
Joseph Schumpeter considère que l'entrepreneur est « l'homme de l'innovation ». Selon lui,« L’entrepreneur est un homme dont les horizons économiques sont vastes et dont l’énergie est suffisante pour bousculer la propension à la routine et réaliser des innovations ».
Peter Drucker dans son ouvrage Les Entrepreneurs (1985), insiste sur l'innovation et l'esprit d'entreprise (entrepreneuriat).

### Marxisme
On peut opposer au capitalisme :
- le communisme, qui désigne d'une manière générale une théorie d'organisation politique, sociale et économique sans classe sociale et sans État, censée bénéficier de la mise en commun des moyens de production et des biens de consommation pour répondre aux besoins de chacun ;
- le socialisme d'État, où la propriété privée est réduite au minimum, et où tout le capital productif est géré collectivement ; toutefois, dans ce contexte économique, on trouve aussi le terme de capitalisme d'État, que certains (socialistes ou non) utilisent pour désigner l'économie où l'État est seul et unique propriétaire de capital, ce qui n'est en fait, de leur point de vue, qu'un capitalisme étatisé[50].

Le capitalisme a été contesté dès qu'il a été mis en œuvre, par divers économistes comme Karl Marx au XIXe siècle, et il est perçu différemment selon le pays où il a été implanté.

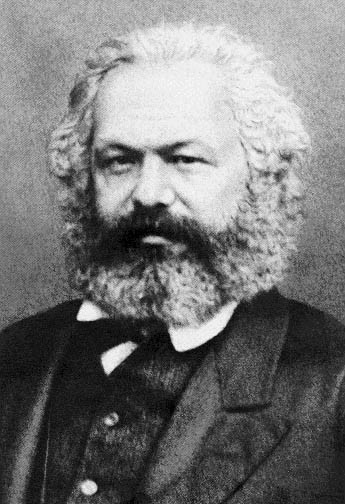
Karl Marx, penseur majeur du communisme, a donné son nom au marxisme.

Karl Marx a développé dans plusieurs ouvrages, dont le plus connu est Manifeste du parti communiste, une analyse du capitalisme ayant eu une influence considérable sur la pensée économique et politique. Pour Marx, le capitalisme se développe grâce à l'existence d'une catégorie sociale, formée d'hommes dépourvus de moyens de production et ainsi contraints de vendre leur force de travail : les prolétaires. En même temps que se développe le prolétariat, naît une autre classe sociale détentrice du capital : la bourgeoisie capitaliste.
Les prolétaires dépendent des capitalistes dans la mesure où la force de travail seule ne produit que de la valeur d'usage, pas de valeur d'échange, elle nécessite des matières premières et des moyens de production, donc l'usage de capital, détenu par les capitalistes. Le « travail vivant » (l'usage de la force de travail) est transformé en « travail mort » (le capital).
Dans un système capitaliste, l'argent est utilisé pour acheter, produire, et vendre dans le but de faire du profit. Une somme d'argent A (le capital) est investi pour produire une marchandise M qui est vendu à un prix A' (A prime) supérieur à A. Cette différence est la plus-value (ou « survaleur »). Elle peut être réinvestie pour réaliser une nouvelle plus-value plus importante, créant une dynamique d'accumulation du capital (en apparence) sans fin (développement de l'entreprise qui lui permettra à son tour d'acheter d'autres groupes, qui lui profiteront à leur tour…).
D'après Marx, la plus-value a pour origine une différence entre la valeur du travail du prolétaire et le salaire effectivement versé au prolétaire. Le salaire du prolétaire s'établit à un niveau qui correspond aux dépenses socialement nécessaires pour assurer le renouvellement de sa force de travail, le travail au-delà est un surtravail accaparé par le capitaliste et source de la plus-value. Il s'agit pour le marxisme d'un mécanisme d'extorsion de plus-value au détriment des travailleurs.
Également, un individu devient un « capitaliste » seulement lorsqu'il est « capital personnifié », c'est-à-dire que ses actions suivent la logique du capital (valorisation sans fin ni mesure) : A-M-A'. Ce capitaliste est ainsi la « personnification d'une catégorie économique » ou encore, il porte un « masque économique ». En tant que capital personnifié, le capitaliste « valorise la valeur » non pas par avidité, mais surtout parce qu'il est contraint d'adopter ce comportement en raison de la concurrence qui existe entre les capitalistes. Avec cette vision du capitaliste de Karl Marx, l'économiste Michael Heinrich considère qu'avec le temps, le capitaliste a donc changé d'apparence : le « libre entrepreneur » du XIXe siècle qui dirigeait « son » entreprise, et qui bien souvent, fondait une dynastie, a largement été remplacé au XXe siècle, tout du moins dans les grandes entreprises, par un « manager » qui ne possède la plupart du temps que quelques actions de l'entreprise qu'il doit gérer. Les deux sont des capitalistes au sens de Marx, c'est-à-dire des personnifications du capital : ils utilisent une somme de valeur comme capital.
Pour les marxistes, le système capitaliste n'est pas viable : il tend à concentrer une part toujours croissante des richesses dans un nombre toujours plus restreint d'individus, réduisant la société à deux classes, la bourgeoisie et le prolétariat, vouées à se livrer à une lutte des classes.
En outre, le capitalisme implique une croissance de la production sans croissance correspondante de la consommation car le but de l'économie capitaliste n'est pas de répondre à une demande, mais d'accroître les profits du capital. Cette hausse des profits s'accompagnant d'une paupérisation accrue des prolétaires, les débouchés sont faibles. Ceci conduit à des crises cycliques de surproduction.
La résolution des contradictions du capitalisme est pour les marxistes la socialisation des moyens de production, qui devraient être contrôlés par la collectivité dans l'intérêt de la collectivité entière et non plus d'une classe possédante. Cette transformation des rapports de production doit entraîner dans la perspective marxiste la disparition des classes sociales et de l'État. Cette nouvelle société est le socialisme ou communisme. Les modalités pratiques de cette socialisation (autogestion ou étatisation), la méthode de transition du capitalisme au socialisme (révolution ou réforme), et son caractère inéluctable ou non, font l'objet de débats entre différents courants se réclamant du marxisme.
Les théories marxistes du capitalisme oscillent entre une définition du capitalisme par les rapports marchands et l'accumulation de capital — dans ce cas, on pourrait trouver du capitalisme "commercial" (expression utilisée par l'historien contemporain Jairus Banaji) dans de nombreuses époques — ou la définition par le salariat, auquel cas le capitalisme serait un phénomène typiquement contemporain, prenant son ampleur à partir de la Révolution industrielle britannique.
L’impérialisme et le colonialisme ont été présentés par certains auteurs marxistes ou assimilés comme les « formes extrêmes du capitalisme », notamment par Rudolf Hilferding (Le Capital financier, 1910), Rosa Luxemburg (L'Accumulation du capital, contribution à l'explication économique de l'impérialisme, 1913), ou Lénine (L'Impérialisme, stade suprême du capitalisme, 1916).

### Keynésianisme
Selon les keynésiens, le capitalisme a besoin d'une intervention minimale de l’État sur les marchés. C’est en ce sens que les rapports entre ces deux notions peuvent être établis.
L'étude du fonctionnement des marchés dans le capitalisme est souvent loin de l'idéal de la concurrence pure et parfaite selon les auteurs interventionnistes. En pratique, le bon fonctionnement des marchés nécessite une réglementation et un contrôle afin d'éviter les positions dominantes, les malversations et tout ce que l'homme peut inventer pour tricher ce qui n'est pas contradictoire avec le « laissez-faire » ni avec le droit de propriété,. Il est généralement constaté que le capitalisme permet une croissance économique plus forte. La mesure dans laquelle les différents marchés sont libres, ainsi que les règles définissant la propriété privée, est une question de politique et de la politique, et de nombreux États ont ce qu'on appelle des économies mixtes.
Pour Keynes, une économie de marché ne possède pas de mécanisme qui la conduise de façon automatique vers le plein emploi de ses ressources, d'où la possibilité d'un chômage involontaire qui rend nécessaire une intervention extérieure au marché.
Keynes raisonne d'emblée en termes macroéconomiques d'offre globale et de demande globale. Dans son cadre macroéconomique, la production, et donc l'emploi, dépendent des dépenses. Si la demande n'est pas suffisante, les entreprises ne produiront pas assez et n'emploieront pas tous les salariés d'où la nécessité pour le gouvernement de conduire des politiques de soutien à la demande, c'est-à-dire de soutien à la consommation et/ou à l'investissement. Keynes insiste particulièrement sur l'investissement.
Pourquoi à la différence des classiques n'y a-t-il pas d'équilibre automatique ?
C'est le cœur de sa réfutation de la loi de Jean-Baptiste Say qui énonce que l'offre crée sa propre demande. Cette loi fonde ou plutôt exprime l'optimisme et aussi le naturalisme de l'économie classique qui veut que sur le long terme il ne puisse y avoir de crise économique. C'est en pensant à elle que Keynes a été amené à dire que sur le long terme nous serons tous morts,. Si Keynes est si sensible à ce point, c'est surtout que, d'une manière ou d'une autre, c'est sur ce fondement que ses propositions de politique économique des années 1920 ont été refusées.
Les arguments de Keynes sont les suivants. D'une part, l'argent peut être recherché pour lui-même de sorte que le revenu gagné ne sera pas forcément consommé et investi mais qu'il sera conservé sous forme de liquidité empêchant l'égalité entre l'offre globale, et la demande globale. Nous sommes ici au cœur d'une différence importante avec les classiques, pour qui la monnaie n'a pas d'influence sur les mécanismes réels de l'économie. Comme il est souvent dit : dans l'économie classique, la monnaie est un voile.
Par ailleurs pour les classiques (les classiques anglais sont souvent des disciples de Jeremy Bentham) la connaissance est certaine et les producteurs sont censés savoir exactement ce que va être la demande. Pour Keynes, au contraire, ils font des prévisions et il existe des incertitudes. Or si les entrepreneurs font des prévisions (appelées « demandes effectives ») pessimistes, automatiquement il y aura du chômage. Rappelons que dans le concours de beauté de Keynes, les prévisions ne se font pas à partir de faits objectifs. Keynes s'est inspiré sur ce point d'un concours organisé par un magazine pour désigner les six plus beaux visages. Les gagnants étaient ceux dont le choix se rapprochait le plus de celui de la moyenne des lecteurs. Aussi les tenants du concours étaient-ils induits à ne pas désigner la personne dont le visage leur plaisait le plus mais celui dont ils pensaient qu'il plairait au plus grand nombre. Si ce mécanisme est surtout présent dans le domaine financier qui, pour lui, menace toujours de tourner au casino, il illustre aussi un des biais qui peut frapper les prévisions.

### Théories sociologiques et historiques

#### Max Weber
Selon Max Weber (voir l'analyse de l'émergence du capitalisme selon Max Weber), le capitaliste – pour des raisons qu'il analyse comme essentiellement éthiques et religieuses – considère la quantité de biens disponibles comme un indicateur de conduite de sa vie ; il met un frein à sa consommation et s'organise de façon rationnelle et méthodique dans le but de produire, en investissant et en accumulant ses biens pour en produire de plus en plus.
Ce qu'il dénomme « l'esprit du capitalisme », porté par la nouvelle classe bourgeoise, désigne non pas prioritairement la recherche de la sécurité ou de la consommation, mais une logique d'effort individuel et collectif, tendue vers la croissance. Pour Max Weber, ce n'est pas dans les facteurs techniques ou économiques qu'il faut voir l'origine de la rupture majeure par rapport aux systèmes antérieurs : pour lui, c'est essentiellement une affaire de changement de mentalité et de culture.
Le capitalisme aurait fait naître ainsi selon lui un nouveau système d'organisation sociale fondée sur le droit, le respect du formalisme juridique et sur l'importance de l'organisation "rationnelle" dans le domaine économique et juridique. Le capitalisme renvoie ainsi selon lui à un nouveau mode d'organisation sociale ou le droit prime.

#### Vision historique
Selon Fernand Braudel, les premières formes de capitalisme sont dérivées du « commerce au long cours » et sont constatées aux environs du XIIe siècle en occident dans la ville de Bruges (en Belgique) qui fut avant Anvers, le centre boursier mondial comme l'est aujourd'hui Wall Street. Les commerçants, qui investissaient jusque-là dans des opérations ponctuelles, systématisent leur activité et deviennent des négociants, puis des négociants-banquiers, puis des banquiers-négociants: Le centre de gravité et la finalité des échanges se déplace ainsi progressivement de l'activité commerciale vers l'activité financière.
Plusieurs formes de capitalisme sont à l'œuvre dans les sociétés selon la nature des moyens de production employés dans une époque déterminée.
Ainsi, Louis Bergeron, directeur d'études à l'EHESS, distingue selon les circonstances historiques :
- le capitalisme ancien qui jusqu'au milieu du XIXe siècle comprend un éventail assez large :
  - le capitalisme foncier (châtelains et gentilshommes fermiers, bourgeois propriétaires et gros fermiers, agriculteurs « industriels »…) ;
  - le capitalisme « mixte » (maîtres de forges, grands investisseurs, spéculateurs immobiliers, exploitants de mines…) ;
  - le capitalisme négociant : négociants-banquiers, grands armateurs, marchands-fabricants ;
  - le capitalisme d'industrialisation et de renouvellement social : avec de nouvelles élites promues par de nouveaux modèles d'ascension sociale.

- Le modèle du capitalisme entrepreneurial, où l'entrepreneur de Joseph Schumpeter, les dynasties bourgeoises décrites par E. Beau de Loménie, ou plus récemment le manager d'Alfred Chandler, qui émergent à la fin du XIXe siècle, se distinguent des « propriétaires », et des « ouvriers ». Les profits des propriétaires s'apparentant dans ce cas à une rente, puisqu'ils ne rémunèrent plus le rôle d'entrepreneur-gestionnaire qu'ils ne sont pas ou qu'ils ne sont plus. Ce modèle est celui des entreprises se finançant à la bourse et il sera observé que cela permet à l’État de prélever des impôts, charges et taxes à la fois sur le bénéfice de l'entreprise puis sur le revenu des actionnaires en même temps que sur le revenu des salariés, ce qui lui permet, en France, de prélever finalement largement plus de la moitié de la valeur ajoutée des entreprises.

### Autoritarisme
Dans certains régimes politiques, le capitalisme existe en tant que système économique mais coexiste avec un gouvernement autoritaire. On parle alors de « capitalisme autoritaire » ou de « capitalisme non-libéral », une forme de capitalisme - lié au capitalisme d'État - qui associe propriété privée & fonctionnement des forces de marché avec des mesures autoritaires (comme la répression de la dissidence, la restriction des libertés d'expression ou de vote),,. Des exemples de pays décrits couramment comme capitalistes autoritaires sont : la Chine depuis les réformes économiques de Deng Xiaoping ; la Hongrie de Viktor Orbán ; la Russie de Vladimir Poutine ; Singapour sous Lee Kuan Yew et la Turquie de Recep Tayyip Erdoğan. Les régimes fascistes et les dictatures militaires pendant la guerre froide ainsi que l'Allemagne nazie ont également été décrits comme des pays « capitalistes autoritaires »,,,.

## Critiques
Après la chute des pays de l'Est et des collectivismes marxistes, le capitalisme devient son propre ennemi avec les crises de 2008 et 2020, et reçoit ses plus fortes critiques de l'intérieur même du système, « les sociétés dites développées » s'interrogeant « sur leur chance de survie collective si la trajectoire du système se poursuit ».

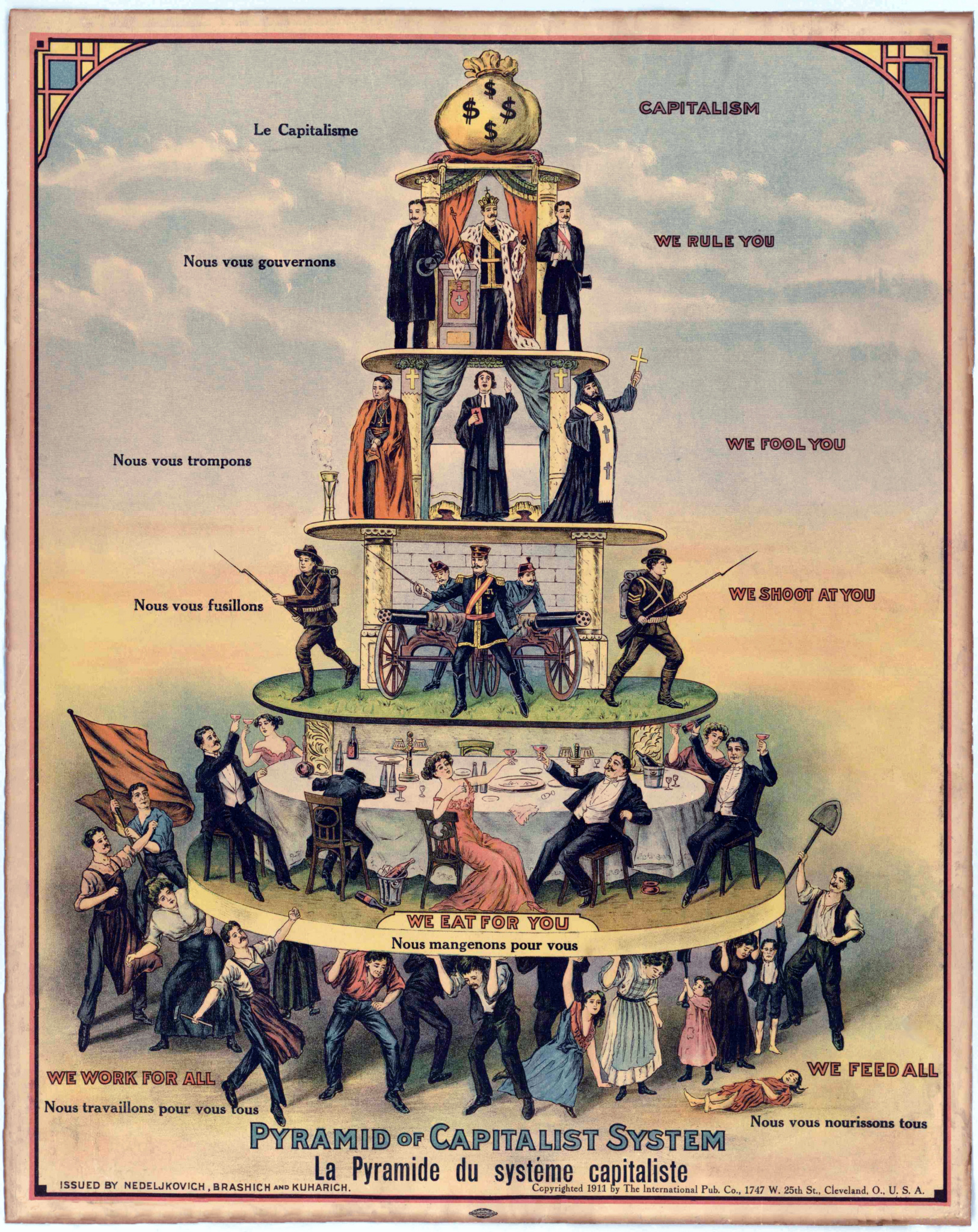
En 1911 le syndicat Industrial Unionism fait une critique marxiste en présentant le capitalisme sous la forme d'une structure hiérarchisée, pyramidale et de classe. Le haut de la pyramide serait fait de dirigeants, supportés par les congrégations religieuses, supportées par des forces armées, supportés par des industriels, supportés par des travailleurs qui nourrissent tout le monde, eux-mêmes n'étant supportés par personne d'autre que le sol.

Le capitalisme est l'objet de nombreuses controverses. Ces controverses peuvent porter :
- sur l’accumulation du capital en elle-même ;
- sur la propriété du capital ;
- sur la distribution des revenus parfois vue comme injuste et léonine ;
- sur le comportement des propriétaires du capital ;
- sur les conséquences humaines, sociales, écologiques et économiques d'un système dont la logique de fonctionnement est la croissance du capital ;
- sur l'impérialisme ;
- sur le fétichisme de la marchandise et de la monnaie ;
- sur le brouillement des frontières entre plaisirs et bonheur ;
- sur les catégories mêmes du capitalisme, en tant que formes sociales : le travail en lui-même, la valeur, la marchandise (fétichisme de la marchandise), l'argent et aussi l'état. C'est une critique radicale et catégorielle du travail et de la valeur, qui n'a plus rien à voir avec l'ensemble des marxismes. Cette critique est portée par l'« École de Krisis », par Moishe Postone, Robert Kurz ou Anselm Jappe. Robert Kurz et Roswitha Scholz, membres de la « Critique de la valeur-dissociation », rajoutent également le « patriarcat » en tant qu'une autre catégorie de base du mode de production capitaliste moderne. Le capitalisme est donc ici perçu comme un système patriarcal androcentrique producteur de marchandise et de plus-value.

On trouve sous un régime capitaliste de nombreuses inégalités de revenu, de patrimoine, etc. La pauvreté existe, de même que la faim. Certains y voient un scandale spécifique au capitalisme, et préconisent d'autres systèmes. Ces inégalités de répartition des ressources nationales sont, la plupart du temps, le résultat d'événements historiques (colonisations, guerres civiles…) et ne correspondent plus à des considérations éthiques décrites par des principes religieux ou par les conventions internationales des droits de l'homme. Bien que ces distorsions peuvent être corrigées (pour parvenir à l'allocation considérée comme optimale des ressources) par le mécanisme de l'impôt, en prélevant à ceux qui possèdent plus pour améliorer le sort des moins bien lotis, il est, néanmoins, vrai que la fiscalité (surtout, lorsqu'elle n'est pas maniée avec beaucoup de délicatesse) crée des situations indésirables en termes de baisse de la productivité, de fraude ou d'évasion fiscale et donc de baisse du PIB national (cf. Courbe de Laffer).
Au début du XXIe siècle, des critiques au sein même de l'établissement financier ont vu le jour devant une forme exacerbée du capitalisme, comme celle de Jean Peyrelevade qui parle de « capitalisme total ». Cet auteur propose notamment d'interdire les stock-options comme part de la rémunération des dirigeants pour éviter les conflits d'intérêts et d'offrir des dividendes plus avantageux aux actionnaires anciens afin de limiter les allers-retours spéculatifs.
L'on peut opposer au capitalisme :
- l'économie primitive, où les échanges sont marginaux et chaque groupe exploite la nature pour son propre compte ; en réalité, cette économie était du capitalisme primitif.
- l'économie de potlatch, où les échanges, même importants, ne visent pas à une accumulation de capital (ni parfois même à la consommation : il arrive que les biens soient détruits purement et simplement à l'issue de l'échange), mais à une démonstration symbolique de puissance statutaire ; en réalité, il ne s'agit pas d'une économie mais de rituels sociaux associés au capitalisme primitif.

### Financiarisation
Selon certains analystes et critiques (par ex. Alain Touraine), le système économique a subi une dérive financière qui l'a éloigné du capitalisme. Le développement de la financiarisation a conduit à une économie d'endettement généralisé, s'éloignant d'une éthique capitaliste où les risques sont principalement assumés par ceux qui fournissent un capital stable.
Pour d'autres (par ex. Michel Husson), la spéculation financière est inhérente au capitalisme, et la grande place accordée à la finance dérégulée a été un des leviers du capitalisme pour maintenir un taux de profit croissant malgré le ralentissement de la croissance à la fin des années 1970.
Pour d'autres encore, la financiarisation mondialisée et non-régulée est une véritable catastrophe ; Jacques Sapir explique que cette financiarisation accélère les flux de capitaux et donc la circulation de l'information s'accélère très vite, dès lors les agents économiques pourront de moins en moins faire de décisions rationnelles, seront incités à rechercher le profit à court terme et deviendront des spéculateurs, aboutissant à des crises inévitables, ce que ne voient pas les économistes orthodoxes, qui partent du principe qu'il y a transparence de l'information sur les marchés,.
La crise financière majeure qui frappe les marchés mondiaux à la suite de la crise des subprimes (février 2007) a par ailleurs contribué à un regain important de critiques envers le capitalisme et l'« ultralibéralisme ». Alan Greenspan, président pendant 18 ans de la Réserve fédérale et libertarien proclamé, qui défendait la supériorité de l'autorégulation des marchés sur la régulation étatique, a estimé le 23 octobre 2008 face à la commission de contrôle d'action gouvernementale qu'il avait eu « partiellement tort » de faire plus confiance au marché qu'au gouvernement pour réguler le système financier. Il a par ailleurs fait part de son désarroi : « J'ai trouvé une faille [dans mon idéologie]. Je ne sais pas à quel point elle est significative ou durable, mais ce fait m'a plongé dans un grand désarroi » Greenspan utilise ici le mot idéologie non comme un ensemble de croyances irréfutables mais comme le cadre conceptuel à travers lequel il explique le monde. Greenspan est fortement critiqué, en particulier par les libéraux américains[réf. souhaitée], pour être un des responsables de la crise en ayant conduit une politique monétaire laxiste, par absence de véritable indépendance par rapport au pouvoir politique, à l'origine de l'explosion du crédit (baisse systématique des taux pour entretenir la croissance). Il est à noter que la politique monétaire expansionniste est contraire aux principes libertariens de laissez-faire en matière de création monétaire. Greenspan, plutôt que de trouver une faille dans son idéologie, ne l'a tout simplement pas appliquée. Sa politique monétaire relevant plutôt de l'interventionnisme selon les économistes de l'école autrichienne.

### Aspects éthiques
Le philosophe André Comte-Sponville avait posé la question de savoir si le capitalisme était moral dès avant la crise économique de 2008. Selon lui, il est d'autant plus question de morale dans les discours et les préoccupations que la morale fait défaut dans les comportements humains.
Il voit trois raisons complémentaires à ce retour de la morale, associées à trois temporalités différentes :
- Dans le court terme (depuis vingt ou trente ans), le passage de la génération des soixante-huitards aux nouvelles générations moins politisées marque le retour d'une certaine morale ;
- Dans le moyen terme (depuis le XXe siècle), le triomphe du capitalisme l'a rendu moralement moins justifiable que lorsque l'adversaire communiste lui tenait lieu de faire-valoir ;
- Dans le long terme (depuis la Renaissance et le XVIIe siècle), la mort sociale de Dieu correspond à un processus de laïcisation, de sécularisation, et donc, s'agissant de la France, de déchristianisation, qui pose toutes sortes de problèmes tournant autour de la communauté, qui n'est plus fondée sur une communion religieuse.

Il remet en perspective le problème des limites opposées au comportement humain en distinguant une hiérarchie de quatre ordres au sens pascalien du terme :
- l'ordre techno-scientifique (auquel appartient l'économie en tant que science) ;
- l'ordre juridico-politique ;
- l'ordre de la morale (ce qui relève du devoir) ;
- l'ordre de l'éthique (ce qui relève de l'amour).

Même si les ordres de la morale et de l'éthique ont des préoccupations plus élevées, l'ordre no 1 (économico-techno-scientifique) n'est pas soumis à l'ordre no 3 (l'ordre de la morale) du fait de structurations internes différentes : le possible et l'impossible n'ont que faire du bien et du mal.
Un système addictif
La critique du capitalisme addictif repose sur l’idée d’un emballement collectif des formes de production, de marketing et de consommation du même ordre que celui qu’on observe dans les addictions individuelles, provoquant chez de nombreux agents économiques des symptômes de manque, de sevrage, de tolérance, et la poursuite d’activités problématiques malgré leurs conséquences négatives. De la même façon que les drogues, les offres de consommation inhérentes au capitalisme agissent sur les circuits neurologiques du plaisir et de la récompense afin de susciter de nouveaux désirs. Au cours des quarante dernières années, cette tendance a connu une accélération sans précédent avec l’optimisation extrême des activités, l’élimination systématique des sources de déficit, la numérisation des relations marchandes, la mise en concurrence généralisée, l’élargissement des sources de commerce, l’intensification de la course à l’argent et au succès, l’usage compulsif des technologies et, finalement, une sur-utilisation des ressources naturelles dont les conséquences écologiques et humaines sont de plus en plus incontrôlables.

### Environnement
Naomi Klein affirme dans son livre Tout peut changer que le modèle capitaliste occidental est en guerre contre la vie sur Terre. Plus que d'un problème d'émissions de gaz à effet de serre, c'est le mode de vie occidental qui est en cause et qui risque de mener l'humanité à sa perte. Pour elle, la crise climatique ne peut être résolue dans un système néolibéral et capitaliste prônant le laissez-faire, qui encourage la consommation démesurée et a conduit à des méga-fusions et des accords commerciaux hostiles à la santé de l'environnement. Elle soutient que cette crise pourrait bien ouvrir la voie à une transformation radicale susceptible de faire advenir un monde non seulement habitable, mais aussi plus juste.

### Guerre
Le capitalisme est également critiqué pour les conflits qu'il engendre. Ainsi Jean Jaurès déclare dans un discours de 1895 que « le capitalisme porte en lui la guerre » et il précise « … toujours cette guerre politique, économique et sociale des classes entre elles, des individus entre eux, dans chaque nation, suscitera les guerres armées entre les peuples. C’est de la division profonde des classes et des intérêts dans chaque pays que sortent les conflits entre les nations ». L'économiste Thomas Piketty critique la vision apaisée des échanges marchands internationaux sous l'idéologie propriétariste, pouvant en réalité être davantage le résultat d'un libre échange forcé par les pays riches sur les pays en développement ; en cas de refus de libéralisation des frontières et des marchés, les pays riches déclarent la guerre dans le but de générer des excédents commerciaux via l'indemnité de guerre (il donne notamment l'exemple du Maroc, de la Chine et d'Haïti).

## Désaccords sur l'avènement du capitalisme

### Enlever l'économique du social pour imposer la régulation marchande
Karl Polanyi estime que dans les sociétés traditionnelles, toute la production n'est pas à vendre dans un marché : dans les relations individuelles, le don est le dénominateur commun. À partir de 1834 (date de la fin du système d'assistance aux pauvres, appelé Speenhamland), des valeurs libérales nouvelles (gain individuel, rationalité, remplacement du travail manuel par la machine ou progrès technique…) sont imposées par la force à l'individu. Mais, le dessus des relations marchandes sur le social ne sera pas définitif. Cette période du déséquilibre du capitalisme (1834-années 1930) est qualifiée par Polanyi d'« utopie libérale ». Depuis les années 1930, les défaillances du marché à la suite des crises et des risques sociaux devenus majeurs vont pousser les autorités politiques dans le cadre de l'État providence à privilégier le côté social (famille, maladie, vieillesse et chômage) sur la marchéisation à la fois du travail, du capital et de la terre.

### Critique de Douglass North
Pour l'économiste américain Douglass North, titulaire du prix dit Nobel d'économie, l'épanouissement du marché est lié à l'amélioration des « droits de propriété » sur les biens échangés. Dans les sociétés traditionnelles, si le marché est l'exception et le don la règle, cela s'explique par le fait que les « coûts de transaction » (ceux relatifs à la recherche du meilleur partenaire, aux rédactions des contrats…), liés aux droits de propriété, qui concernent le marché, sont jugés désavantageux par rapport à un simple mode de régulation ancestral. Il est donc plus avantageux de recourir à des modes de régulation traditionnels étudiés par Marcel Mauss, dont le don forme l'essentiel que de pratiquer l'échange moderne. Pour Douglass North, dans les sociétés d'avant la révolution industrielle, le social ne prend pas le dessus sur l'économique, comme chez K. Polanyi d'ailleurs, mais il est la conséquence d'un coût à l'échange marchand plus élevé que l'avantage attendu.